# Pseudocyba miracula
Pseudocyba miracula là một loài nhện trong họ Linyphiidae.
Loài này thuộc chi Pseudocyba. Pseudocyba miracula được Andrei V. Tanasevitch miêu tả năm 1984.